# 馬達加斯加童軍聯盟
馬達加斯加童軍聯盟為馬達加斯加的國家童軍活動聯盟。馬達加斯加的童軍活動開始於1921年，於法國各童軍組織主導下進行活動。該聯盟於1959年成立，並於1960年成為世界童軍運動組織成員。截至2011年，該聯盟為男女混合，共計14,905名成員。